# 圣路易德蒙费朗
圣路易德蒙费朗（法語：Saint-Louis-de-Montferrand，法語發音：[sɛ̃ lwi də mɔ̃fɛʁɑ̃]）是法国吉伦特省的一个市镇，位于该省中部偏北，属于波尔多区。

## 地理
圣路易德蒙费朗（44°57'9"N, 0°32'5"W）面积10.8 平方千米，位于法国新阿基坦大区吉倫特省，该省份为法国西南部沿海省份，是法國本土面积最大的省，北起滨海夏朗德省，西临大西洋，南至朗德省，东南接洛特-加龍省，东临多爾多涅省。
与圣路易德蒙费朗接壤的市镇（或旧市镇、城区）包括：昂贝斯、布朗克福尔、昂巴雷斯和拉格拉沃、巴桑斯、吕东梅多克、帕朗皮尔。

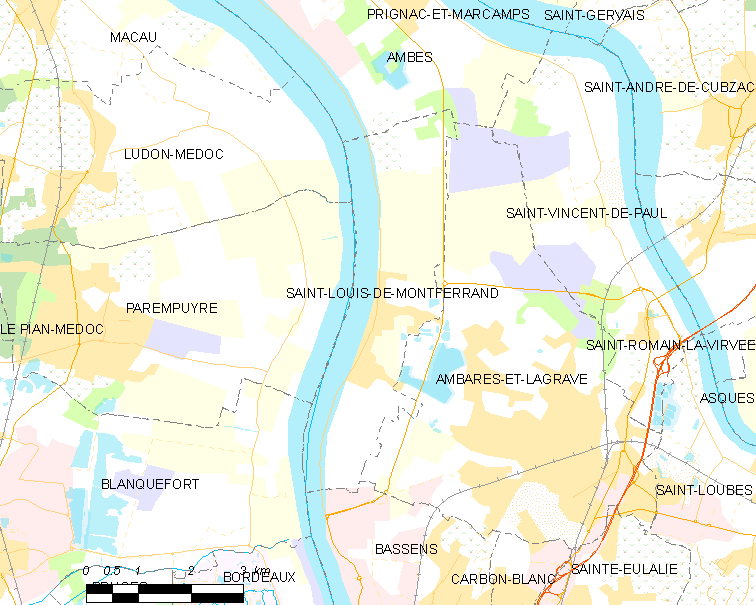
圣路易德蒙费朗的OSM定位图

圣路易德蒙费朗的时区为UTC+01:00、UTC+02:00（夏令时）。

## 行政
圣路易德蒙费朗的邮政编码为33440，INSEE市镇编码为33434。

## 政治
圣路易德蒙费朗所属的省级选区为半岛县。

## 人口

1962-2008年间圣路易德蒙费朗人口变化图示

圣路易德蒙费朗于2022年1月1日时的人口数量为2097人。